# Loren Meyer
Loren Henry Meyer (* 30. Dezember 1972 in Emmetsburg, Iowa) ist ein ehemaliger US-amerikanischer Basketballspieler. Nach einer kurzen Karriere in der renommiertesten Profiliga NBA beendete Meyer seine aktive Laufbahn nach einer Saison in der British Basketball League (BBL), in der er 2001 zum „Most Valuable Player“ (MVP) der BBL-Saison 2000/01 ernannt wurde, nachdem er zuvor bereits mit Rückenproblemen zu kämpfen hatte.

## Karriere
Meyer studierte in seinem heimatlichen Bundesstaat an der Iowa State University, wo er von 1991 an für die Hochschulmannschaft Cyclones in der damaligen Big Eight Conference der NCAA spielte. In der landesweiten NCAA-Endrunde schieden die Cyclones 1992 in der zweiten und ein Jahr später in der ersten Runde aus. In seiner dritten NCAA-Saison als „Junior“ konnte er seine persönliche Statistiken auf über 22 Punkte und 9,5 Rebounds pro Spiel steigern, bevor er im Januar 1994 nach einem Autounfall mit einem Zug für den Rest der Spielzeit aussetzen musste. Die Cyclones hatten bereits ein Jahr zuvor Meyers Mannschaftskameraden Chris Street durch einen tödlichen Autounfall verloren und verpassten anschließend die Teilnahme an der NCAA-Endrunde. Meyer kam zur folgenden Saison zurück, in der in Erinnerung an seinen tödlich verunglückten Mannschaftskameraden dessen Rückennummer 40 trug, und konnte mit knapp 16 Punkten und neun Rebounds pro Spiel immer noch individuell überzeugende Statistiken auflegen und verpasste erneut ein „Double-double“ im Durchschnitt nur knapp. In der NCAA-Endrunde 1995 verloren die Cyclones in der zweiten Runde gegen den späteren „Final Four“-Teilnehmer Tar Heels der University of North Carolina at Chapel Hill. 
Im NBA-Draft 1995 wurde Meyer bereits in der ersten Runde an 24. Position von den Dallas Mavericks ausgewählt. In knapp einem Drittel der Saisonspiele agierte er als Mitglied der Startformation und kam auf durchschnittlich fünf Punkte bei knapp 18 Minuten Einsatzzeit pro Spiel. Im Dezember 1996 wurde er in einem „Blockbuster-Trade“ zusammen mit seinen Mannschaftskameraden Tony Dumas und „All-Star“ Jason Kidd für die erfahrenen Sam Cassell, A. C. Green und dem späteren All-Star Michael Finley an die Phoenix Suns abgegeben. Nach dem Ende der Spielzeit unterzog sich Meyer einer Rückenoperation, die ihn die komplette Spielzeit 1997/98 aussetzen ließ. Die Suns entließen ihm im Sommer 1998 aus seinem Vertrag und Meyer bekam noch einmal von den Denver Nuggets im Januar 1999 einen neuen Vertrag. Bei wesentlich verringerten Spielanteilen wurde er in noch 14 Spielen durchschnittlich fünf Minuten pro Spiel bis Saisonende eingesetzt. Nachdem ihn die Nuggets ebenfalls im Sommer 1999 aus seinem Vertrag entlassen hatte, war Meyer zunächst nicht professionell aktiv. Für die Saison 2000/01 unterschrieb Meyer dann einen Vertrag in der geschlossenen Profiliga British Basketball League (BBL) bei den Jets aus Chester. In der sportlich eher unbedeutenden Liga gewannen die Jets den Ligapokal BBL Trophy und zogen mit Meyer als „Most Valuable Player“ (MVP) der regulären Saison in die Play-offs ein, wo sie im Viertelfinale dem Pokalsieger und späteren Play-off-Titelgewinner Leicester Riders unterlagen. Meyer beendete anschließend seine aktive Karriere als professioneller Basketballspieler.